# Michael Devaney (Rennfahrer)

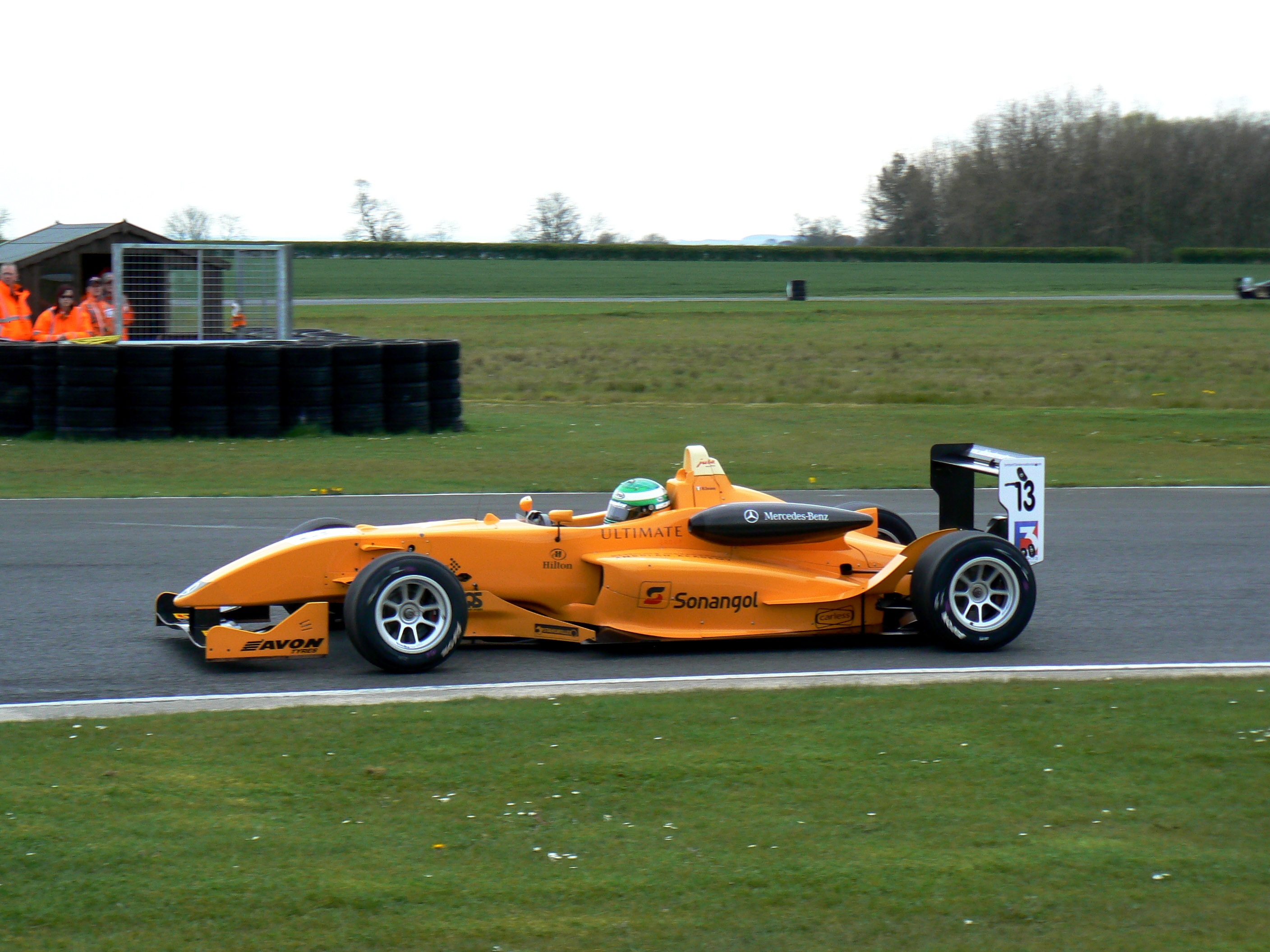
Devaney in der britischen Formel 3 2008

Michael Devaney (* 29. November 1984 in Dublin) ist ein ehemaliger irischer Autorennfahrer.

## Karriere
Devaney begann seine Motorsportkarriere 1997 im Kartsport, in dem er bis 2000 aktiv war. 2001 debütierte er in der irischen Formel Ford im Formelsport. 2002 wechselte er in die deutsche Formel BMW. Mit einem Sieg beendete Devaney die Saison auf dem fünften Platz. Eine Saison später entschied er drei Rennen für sich und verbesserte sich auf den vierten Platz in der Meisterschaft. 2004 wechselte Devaney in den deutschen Formel-3-Cup. Er gewann zwei Rennen und beendete die Saison auf dem vierten Platz in der Fahrerwertung. 2005 absolvierte er seine zweite Saison in der deutschen Formel 3. Mit fünf Siegen wurde er Vizemeister hinter Peter Elkmann.
Im Winter 2005/2006 startete Devaney zu drei Veranstaltungen der neugegründeten A1 Grand Prix. Zwei vierte Plätze waren dabei seine besten Resultate. Die anderen Rennen für das irische Team absolvierte Ralph Firman. Das Team erreichte den achten Platz in der Meisterschaft. Im Sommer nahm Devaney nur an zwei Rennen des britischen Porsche Carrera Cups teil. In der A1GP-Saison 2006/2007 begann Devaney für das irische Team. Nach vier Veranstaltungen wurde er allerdings durch Richard Lyons ersetzt, der die folgenden sieben Rennwochenenden fuhr. Devaney hatte einen Punkt, Lyons sieben Punkte erzielt.
2007 trat Devaney für Ultimate Motorsport in der britischen Formel 3 an. Zwei vierte Plätze waren seine besten Resultate und er gewann das teaminterne Duell gegen Esteban Guerrieri. Am Saisonende lag er auf dem zwölften Platz. Darüber hinaus absolvierte er zwei Gaststarts in der Formel-3-Euroserie. 2008 blieb Devaney in der britischen Formel-3-Meisterschaft bei Ultimate Motorsport. Sein Team setzte im Gegensatz zu den meisten anderen Teams Mygale-Chassis ein. Devaney entschied zwei Rennen für sich und war der einzige Mygale-Pilot, der gewann. Er war zudem der erste Sieger in einem Mygale-Formel-3-Chassis. In der Gesamtwertung verbesserte er sich auf den achten Rang.
Seit 2009 ist Devaney in keiner internationalen Rennserie mehr angetreten.

## Statistik

### Karrierestationen
| - 1997–2000: Kartsport - 2001: Irische Formel Ford - 2002: Deutsche Formel BMW (Platz 5) - 2003: Deutsche Formel BMW (Platz 4) | - 2004: Deutsche Formel 3 (Platz 4) - 2005: Deutsche Formel 3 (Platz 2) - 2006: A1 Grand Prix - 2006: Britischer Porsche Carrera Cup | - 2007: A1 Grand Prix - 2007: Britische Formel 3 (Platz 12) - 2008: Britische Formel 3 (Platz 8) |